# Miss Univers 2015
Miss Univers 2015, 64e élection de Miss Univers, s'est déroulé le 20 décembre 2015 au The AXIS de Las Vegas, aux États-Unis.
80 pays et territoires ont participé à l'élection. C'est la 5e fois que cette élection se tient au Nevada, et la 38e fois aux États-Unis.
L'élection a été présenté par Steve Harvey et a été commenté par Roselyn Sanchez.
La gagnante est la philippine Pia Alonzo Wurtzbach, Miss Philippines 2015 succédant à la Colombienne Paulina Vega, Miss Univers 2014, et devenant ainsi la troisième philippine de l'histoire à remporter le titre, 42 ans après Margarita Moran en 1973. C'est la première victoire asiatique depuis 2007 avec la japonaise Riyo Mori.

## Classement final
| Résultat final    | Candidate |
| ----------------- | --- |
| Miss Univers 2015 | - Philippines – Pia Alonzo Wurtzbach |
| 1re dauphine      | - Colombie – Ariadna Gutiérrez |
| 2e dauphine       | - États-Unis – Olivia Jordan |
| Top 5             | - France – Flora Coquerel - Australie – Monika Radulovic |
| Top 10            | - République dominicaine – Clarissa Molina - Thaïlande – Aniporn Chalermburanawong - Venezuela – Mariana Jimenez - Japon – Ariana Miyamoto - Curaçao – Kanisha Sluis Ricardo |
| Top 15            | - Belgique – Annelies Törös - Brésil – Marthina Brandt - Afrique du Sud – Refilwe Mthimunye - Mexique – Wendolly Esparza - Indonésie – Anindya Kusuma Putri                  |

## Candidates
- Miss Univers 2015
- 1re dauphine
- 2de dauphine

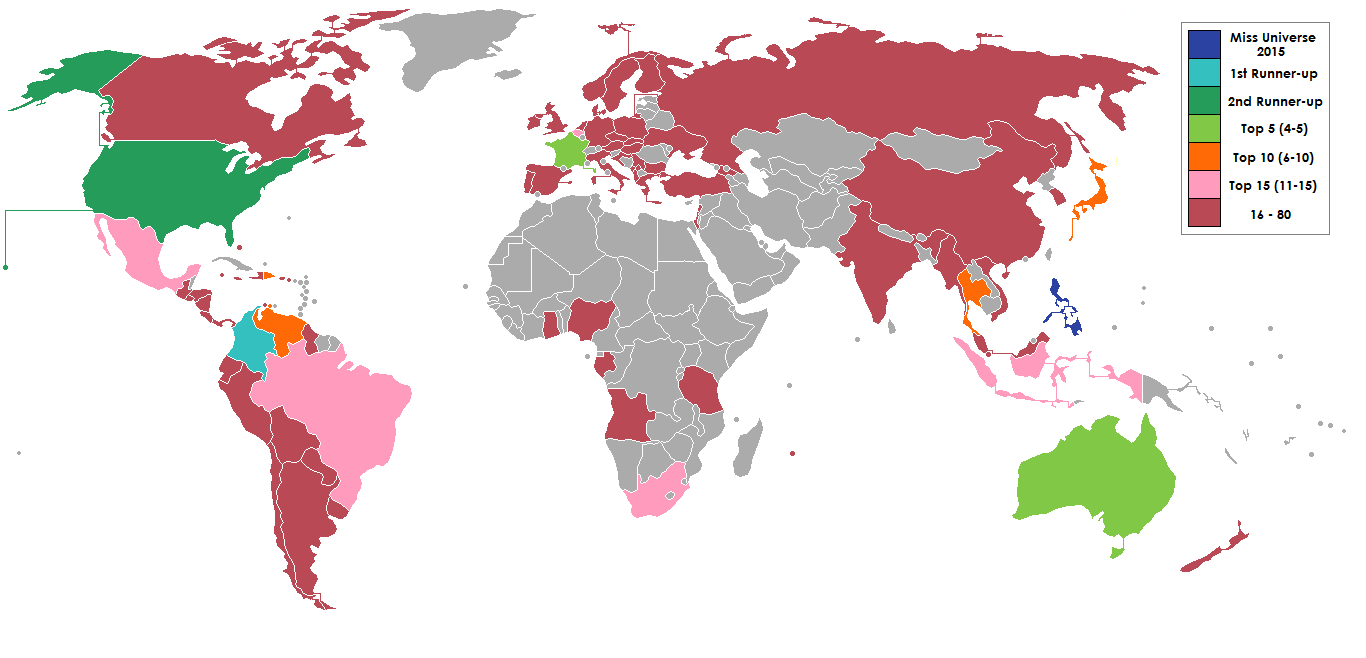
Pays représentés au concours de Miss Univers 2015 :
Miss Univers 2015
1re dauphine
dauphine
Top 5 (de la 4e à la 5e place)
Top 10 (de la 6e à la 10e place)
Top 15 (de la 11e à la 15e place)
Top 80 (de la 16e à la 80e place)
Pays n'ayant pas participé

80 candidates ont concouru pour le titre de Miss Univers 2015, soit 7 de moins qu'en 2014 :
| Pays/Territoire           | Candidate                         | Âge    | Résidence              |
| ------------------------- | --------------------------------- | ------ | ---------------------- |
| Albanie                   | Megi Luka                         | 19 ans | Krujë                  |
| Afrique du Sud            | Refilwe Mthimunye                 | 22 ans | Bronkhorstspruit       |
| Allemagne                 | Sarah-Lorraine Riek               | 22 ans | Berlin                 |
| Angola                    | Witney Houston de Abreu Shikongo  | 20 ans | Lubango                |
| Argentine                 | Claudia Barrionuevo               | 24 ans | El Carril              |
| Aruba                     | Alyenne Alysha Edith Boekhoudt    | 20 ans | Oranjestad             |
| Australie                 | Monika Radulovic                  | 24 ans | Sydney                 |
| Autriche                  | Amina Dagi                        | 20 ans | Bregenz                |
| Bahamas                   | Toria Nichole Penn                | 27 ans | Paradise Island        |
| Belgique                  | Annelies Törös                    | 20 ans | Anvers                 |
| Birmanie                  | May Barani Thaw                   | 24 ans | Rangoon                |
| Bolivie                   | Romina Rocamonje                  | 23 ans | Beni                   |
| Brésil                    | Marthina Brandt                   | 23 ans | Vale Real              |
| Bulgarie                  | Radostina Todorova                | 20 ans | Vratsa                 |
| Canada                    | Paola Núñez Valdez                | 20 ans | Toronto                |
| Chili                     | María Belén Jerez                 | 26 ans | Viña del Mar           |
| Chine                     | Jessica Xue Yunfang               | 21 ans | Shenzhen               |
| Colombie                  | Ariadna Gutiérrez                 | 21 ans | Sincelejo              |
| Corée du Sud              | Kim Seo-yeon                      | 23 ans | Séoul                  |
| Costa Rica                | Brenda Castro                     | 23 ans | Puerto Limón           |
| Croatie                   | Mirta Laura Kuštan                | 26 ans | Split                  |
| Curaçao                   | Kanisha Sluis Ricardo             | 18 ans | Willemstad             |
| Danemark                  | Cecilie Wellemberg                | 20 ans | Copenhague             |
| Équateur                  | Francesca Keyco Cipriani Burgos   | 22 ans | Guayaquil              |
| Espagne                   | Carla García Barber               | 25 ans | Las Palmas             |
| États-Unis                | Olivia Jordan Thomas              | 27 ans | Tulsa                  |
| Finlande                  | Rosa-Maria Ryyti                  | 21 ans | Oulu                   |
| France                    | Flora Coquerel                    | 21 ans | Morancez               |
| Gabon                     | Ornella Obone                     | 19 ans | Woleu-Ntem             |
| Géorgie                   | Janet Kerdikoshvili               | 24 ans | Tbilissi               |
| Ghana                     | Hilda Akua Frimpong               | 26 ans | Accra                  |
| Grèce                     | Mikaela Fotiadi                   | 26 ans | Athènes                |
| Guatemala                 | Fabiola Jeimmy Tahíz Aburto       | 21 ans | Guatemala              |
| Guyana                    | Shauna Ramdehan                   | 25 ans | Georgetown             |
| Haïti                     | Lisa Drouillard                   | 23 ans | Port-au-Prince         |
| Honduras                  | Iroshka Elvir                     | 22 ans | Choluteca              |
| Hongrie                   | Nikoletta Nagy                    | 19 ans | Budapest               |
| Îles Caïmans              | Tonie Maria Chisholm DaCosta      | 26 ans | North Side             |
| Îles Vierges britanniques | Adorya Rocio Baly                 | 21 ans | Tortola                |
| Inde                      | Urvashi Rautela                   | 21 ans | Nainital               |
| Indonésie                 | Anindya Kusuma Putri              | 23 ans | Semarang               |
| Irlande                   | Joanna Cooper                     | 23 ans | Derry                  |
| Israël                    | Avigail Alfatov                   | 18 ans | Acre                   |
| Italie                    | Giada Pezzaioli                   | 23 ans | Montichiari            |
| Jamaïque                  | Sharlene Rädlein                  | 25 ans | Kingston               |
| Japon                     | Eriana Mamiko «Ariana» Miyamoto   | 20 ans | Nagasaki               |
| Kazakhstan                | Regina Valter                     | 20 ans | Almaty                 |
| Kosovo                    | Mirjeta Šalja                     | 21 ans | Vučitrn                |
| Liban                     | Cynthia Samuel                    | 20 ans | Beyrouth               |
| Malaisie                  | Vanessa Tevi Kumares              | 23 ans | Negeri Sembilan        |
| Maurice                   | Sheetal Khadun                    | 24 ans | Port Louis             |
| Mexique                   | Wendolly Esparza                  | 24 ans | Aguascalientes         |
| Monténégro                | Maja Čukić                        | 20 ans | Podgorica              |
| Nicaragua                 | Daniela Torres                    | 25 ans | Managua                |
| Nigeria                   | Debbie Collins                    | 23 ans | Imo                    |
| Norvège                   | Martine Rødseth Hjørungdal        | 24 ans | Oslo                   |
| Nouvelle-Zélande          | Samantha McClung                  | 25 ans | Christchurch           |
| Panama                    | Gladys del Carmen Brandao Amaya   | 24 ans | La Villa de Los Santos |
| Paraguay                  | Myriam Carolina Arévalos Villalba | 25 ans | Asunción               |
| Pays-Bas                  | Jessie Jazz Vuijk                 | 20 ans | Amsterdam              |
| Pérou                     | Laura Spoya                       | 23 ans | Lima                   |
| Philippines               | Pia Alonzo Wurtzbach              | 25 ans | Cagayán de Oro         |
| Pologne                   | Weronika Szmajdzinska             | 21 ans | Szczecin               |
| Porto Rico                | Catalina Morales Gómez            | 24 ans | Guaynabo               |
| Portugal                  | Emília Araújo                     | 24 ans | Angra do Heroísmo      |
| République tchèque        | Nikol Švantnerová                 | 22 ans | České Budějovice       |
| République dominicaine    | Clarissa Molina                   | 24 ans | Moca                   |
| Royaume-Uni               | Narissara Nena France             | 24 ans | Londres                |
| Russie                    | Vladislava Evtouchenko            | 18 ans | Chita                  |
| Salvador                  | Idubina Rivas                     | 22 ans | San Salvador           |
| Serbie                    | Daša Radosavljević                | 19 ans | Kragujevac             |
| Singapour                 | Lisa Marie White                  | 22 ans | Singapour              |
| Slovaquie                 | Denisa Vyšňovská                  | 20 ans | Prievidza              |
| Slovénie                  | Ana Haložan                       | 18 ans | Slovenske Konjice      |
| Suède                     | Paulina Brodd                     | 20 ans | Stockholm              |
| Tanzanie                  | Lorraine Marriot                  | 20 ans | Dar es Salaam          |
| Thaïlande                 | Aniporn Chalermburanawong         | 21 ans | Lampang                |
| Turquie                   | Aslı Melisa Uzun                  | 19 ans | Ankara                 |
| Ukraine                   | Anna Vergelskaya                  | 26 ans | Kiev                   |
| Uruguay                   | Bianca Sánchez Picos              | 20 ans | Montevideo             |
| Venezuela                 | Mariana Jiménez                   | 21 ans | La Guaira              |
| Viêt Nam                  | Phạm Thị Hương                    | 24 ans | Hải Phòng              |

## Déroulement de l'élection

### Musique
- Cérémonie d'ouverture: Beautiful Now de Zedd featuring Jon Bellion, Lean On de Major Lazer & DJ Snake featuring MØ, Cheerleader d'OMI
- Défilé en maillot de bain: Marvin Gaye, One Call Away et Some Type of Love de Charlie Puth (Performance en direct)
- Défilé en robe de soirée: Live Forever et Done de The Band Perry (Performance en direct)
- Finale: Every Time I'm with You, Kiss from a Rose et Crazy de Seal (Performance en direct)

### Prix attribués
- Miss Photogénique (Miss Photogenic):  Nouvelle-Zélande - Samantha McClung
- Miss Sympathie (Miss Congeniality):  Angola - Witney Shikongo
- Meilleur costume national (Best National Costume):  Thaïlande - Aniporn Chalermburanawong

## Observations